# Port lotniczy Yamaguchi-Ube
Port lotniczy Yamaguchi-Ube (jap. 山口宇部空港 Yamaguchi Ube Kūkō,, ang. Yamaguchi Ube Airport; IATA: UBJ, ICAO: RJDC) – port lotniczy w Ube, w prefekturze Yamaguchi, w Japonii.

## Galeria

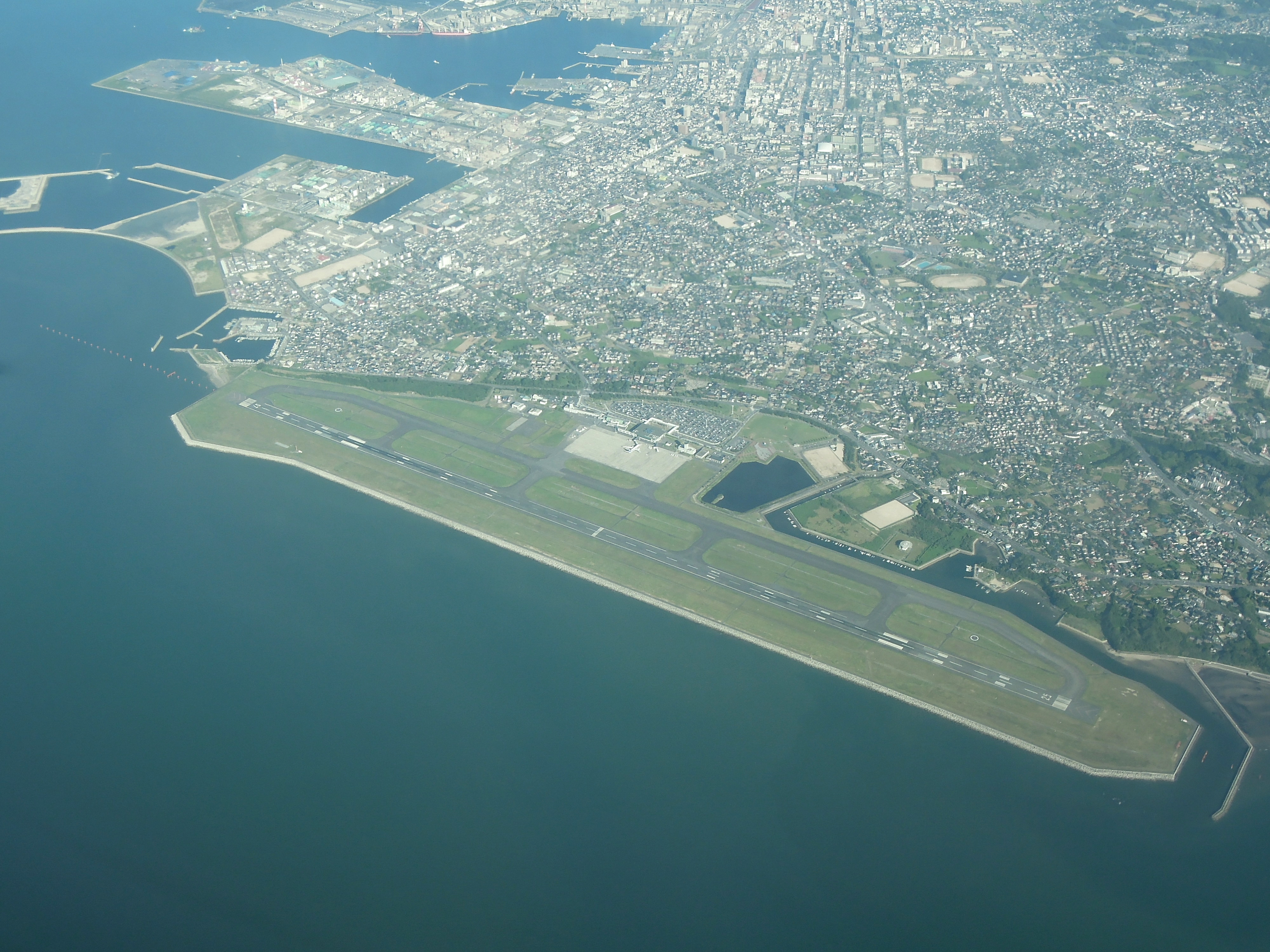
Yamaguchi Ube Airport
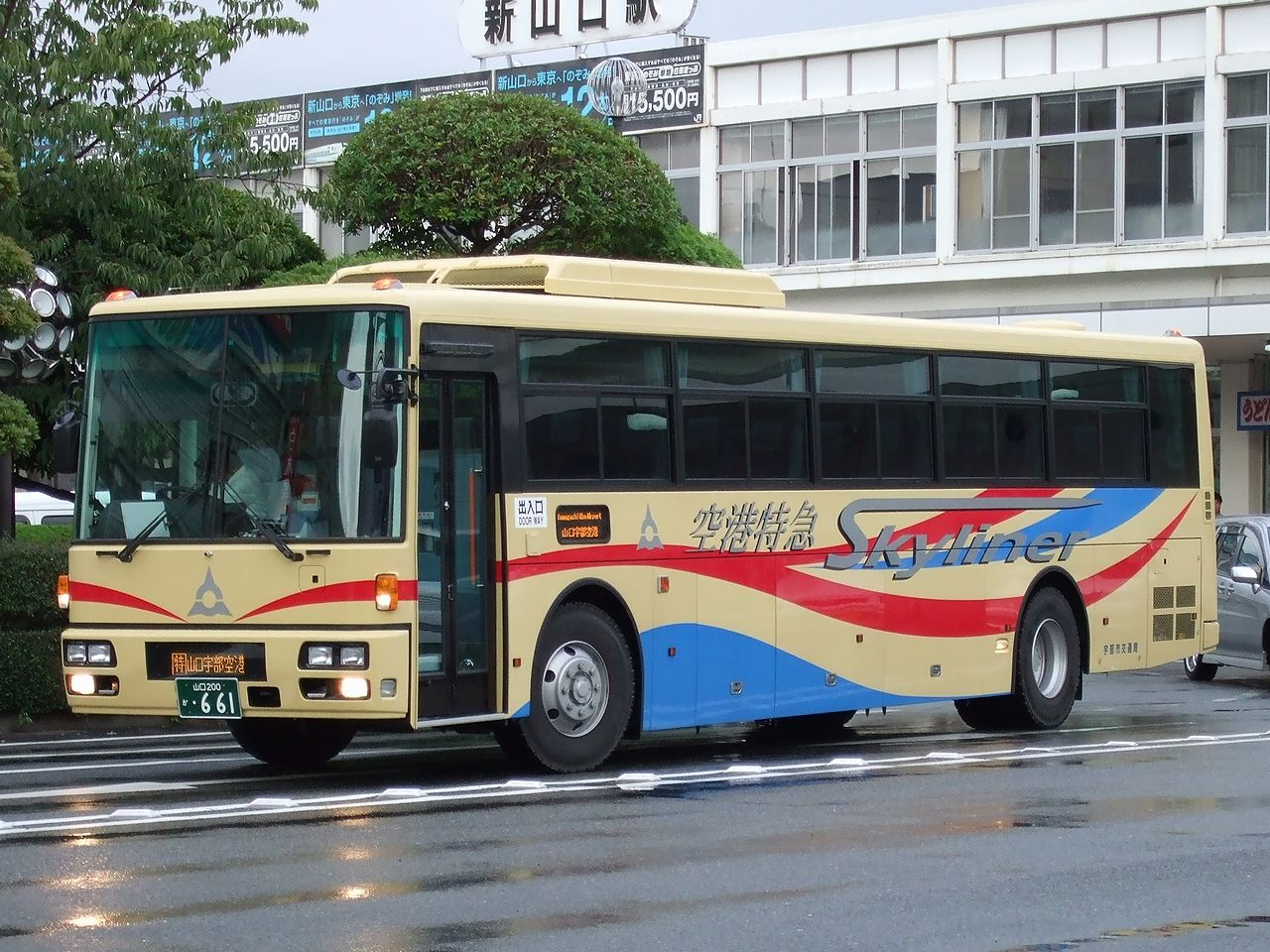
Autobus łączący lotnisko z miastem